# Цмин оранжевый
Бессмертник оранжевый (лат. Helichrysum aurantiacum) — многолетнее травянистое растение, вид рода Бессмертник (Helichrysum) семейства Астровые (Asteraceae).

## Распространение и экология
Ареал вида охватывает Малую Азию и Закавказье.
Произрастает на горных каменистых склонах в альпийском поясе, на высоте около 2500—3500 м над уровнем моря.

## Ботаническое описание
Невысокое pастение, образующее небольшую дерновинку. Корень деревянистый, толщиной 3—5 мм, в верхней части коротко многоглавый, выпускающий обычно несколько, чаще 2—3, реже до 12, цветоносных, травянистых, прямостоящих побегов высотой 7—12 см, и значительное число бесплодных побегов. Всё растение серо-зелёное от прижатого войлочного опушения.
Листья с заметным коричневатым остриём; стеблевые — линейные или линейно-ланцетовидные, полустеблеобъемлющие; у бесплодных побегов — линейно-лопатчатые или линейно-ланцетовидные, оттянутые в черешок.
Корзинки 35—45-цветковые, полушаровидные или округло-цилиндрические, на войлочно опушенных цветоносах, собранные в числе 8—15 (до 20) в сложное соцветие — конечный компактный, головчатый щиток. Обёртка слегка превышает цветки; листочки в числе 35—50, оранжевые или золотисто-оранжевые, расположенные в 4—5 рядов, от ланцетовидных до продолговато-лопатчатых или почти продолговатых, самые наружные (в числе нескольких) вдвое-втрое короче более внутренних.

## Таксономия
Вид Бессмертник оранжевый входит в род Бессмертник (Helichrysum) трибы Gnaphalieae подсемейства Астровые (Asteroideae) семейства Астровые (Asteraceae) порядка Астроцветные (Asterales).
|  |                                      |  |                                                              |                                                              |                    |  | ещё 12 семейств (согласно Системе APG III) | ещё 12 семейств (согласно Системе APG III)    |                                               |  |  |  | ещё 20 триб (согласно Системе APG III)         | ещё 20 триб (согласно Системе APG III)         |  |  |  |  | ещё от 500 до 600 видов | ещё от 500 до 600 видов |
|  |                                      |  |                                                              |                                                              |                    |  | ещё 12 семейств (согласно Системе APG III) | ещё 12 семейств (согласно Системе APG III)    |                                               |  |  |  | ещё 20 триб (согласно Системе APG III)         | ещё 20 триб (согласно Системе APG III)         |  |  |  |  | ещё от 500 до 600 видов | ещё от 500 до 600 видов |
|  |                                      |  |                                                              | порядок Астроцветные                                         |                    |  |                                            |                                               | подсемейство Астровые                         |  |  |  |                                                | род Бессмертник                                |  |  |  |  |                         |                         |
|  |                                      |  |                                                              | порядок Астроцветные                                         |                    |  |                                            |                                               | подсемейство Астровые                         |  |  |  |                                                | род Бессмертник                                |  |  |  |  |                         |                         |
|  | отдел Цветковые, или Покрытосеменные |  |                                                              |                                                              | семейство Астровые |  |                                            |                                               | триба Gnaphalieae                             |  |  |  | вид Бессмертник оранжевый                      |                                                |  |  |  |  |                         |                         |
|  | отдел Цветковые, или Покрытосеменные |  |                                                              |                                                              |                    |  |                                            |                                               |                                               |  |  |  |                                                |                                                |  |  |  |  |                         |                         |
|  |                                      |  | ещё 44 порядка цветковых растений (согласно Системе APG III) | ещё 44 порядка цветковых растений (согласно Системе APG III) |                    |  |                                            | ещё 11 подсемейств (согласно Системе APG III) | ещё 11 подсемейств (согласно Системе APG III) |  |  |  | ещё более 130 родов (согласно Системе APG III) | ещё более 130 родов (согласно Системе APG III) |  |  |  |  |                         |                         |
|  |                                      |  |                                                              | ещё 44 порядка цветковых растений (согласно Системе APG III) |                    |  |                                            |                                               | ещё 11 подсемейств (согласно Системе APG III) |  |  |  |                                                | ещё более 130 родов (согласно Системе APG III) |  |  |  |  |                         |                         |